# Социална теория
Социалните теории са теоретични рамки, които са използвани за изучаването и интерпретирането на социалните феномени в рамките на определена школа на мисълта.
Теориите се отнасят до дебатите през различни години относно най-валидните и надежни методологии (напр. позитивизъм или антипозитивизъм), също и важният въпрос за волята и структурата.
Някои социални теории се стремят към максимална обективност и дескриптивност, докато други са спекулативни, и обратното на първите представляват критика на съдържащите се идеологични аспекти на традиционното и конвенционално мислене.
|  | Тази страница частично или изцяло представлява превод на страницата Social theory в Уикипедия на английски. Оригиналният текст, както и този превод, са защитени от Лиценза „Криейтив Комънс – Признание – Споделяне на споделеното“, а за съдържание, създадено преди юни 2009 година – от Лиценза за свободна документация на ГНУ. Прегледайте историята на редакциите на оригиналната страница, както и на преводната страница, за да видите списъка на съавторите. ВАЖНО: Този шаблон се отнася единствено до авторските права върху съдържанието на статията. Добавянето му не отменя изискването да се посочват конкретни източници на твърденията, които да бъдат благонадеждни. |